# Jimmy Michael
Jimmy Michael (18 de agosto de 1877-21 de noviembre de 1904) fue un deportista británico que compitió en ciclismo en la modalidad de pista. Ganó una medalla de oro en el Campeonato Mundial de Ciclismo en Pista de 1895, en la prueba de medio fondo.

## Medallero internacional
| Campeonato Mundial | Campeonato Mundial | Campeonato Mundial | Campeonato Mundial |
| Año                | Lugar              | Medalla            | Competición        |
| ------------------ | ------------------ | ------------------ | ------------------ |
| 1895               | Colonia (Alemania) | Medalla de oro     | Medio fondo (P)    |